# Halosaurus
Halosaurus è un genere di pesci ossei abissali appartenente alla famiglia Halosauridae.

## Distribuzione e habitat
I membri del genere si incontrano in tutti i mari e gli oceani. Nel mar Mediterraneo è stata catturata, seppur raramente, la specie Halosaurus ovenii.

## Specie
- Halosaurus attenuatus
- Halosaurus carinicauda
- Halosaurus guentheri
- Halosaurus johnsonianus
- Halosaurus ovenii
- Halosaurus pectoralis
- Halosaurus radiatus
- Halosaurus ridgwayi
- Halosaurus sinensis[1]